# Indileni Daniel
Indileni Daniel (* 1964 oder 1965 in Oshandi, Südwestafrika) ist eine namibische Politikerin der SWAPO und seit dem 22. März 2025 Umwelt-, Forstwirtschafts- und Tourismusministerin Namibias im Kabinett Nandi-Ndaitwah.
Daniel ist seit 2025, auf Berufung durch Staatspräsidentin Netumbo Nandi-Ndaitwah, Abgeordnete ohne Stimmrecht der Nationalversammlung. 
Sie war bis zu ihrer Ernennung zur Ministerin Distriktkoordinatorin des SWAPO Women’s Council in Windhoek-West. Sie arbeitete zuletzt als Chefin für frühkindliche Erziehung bei der Stadtverwaltung Windhoek. Zuvor war sie beim Namibian College of Open Learning (Namcol) beschäftigt.